# Ancylodactylus
Ancylodactylus – rodzaj jaszczurek z rodziny gekonowatych (Gekkonidae).

## Zasięg występowania
Rodzaj obejmuje gatunki występujące w Afryce Zachodniej, Środkowej i Wschodniej (Gwinea, Sierra Leone, Liberia, Wybrzeże Kości Słoniowej, Ghana, Togo, Kamerun, Etiopia, Sudan Południowy, Gwinea Równikowa, Demokratyczna Republika Konga, Rwanda, Uganda, Kenia i Tanzania). 

## Systematyka
Rodzaj zdefiniował w 1907 roku niemiecki herpetolog Lorenz Müller na łamach Zoologischer Anzeiger. Jako gatunek typowy Müller wyznaczył w ramach monotypii A. spinicollis. 

### Etymologia
- Ancylodactylus: gr. αγκυλος ankulos ‘zakrzywiony, wygięty’, od αγκος ankos ‘zgięcie, zagłębienie’[5]; δακτυλος daktulos ‘palec’[6].
- Paragonatodes: gr. παρα para ‘blisko, obok’[7]; rodzaj Gonatodes Fitzinger, 1843. Typ nomenklatoryczny: Gonatodes dickersoni Schmidt, 1919.

### Podział systematyczny
Do rodzaju należą następujące gatunki: 
- Ancylodactylus africanus (Werner, 1895)
- Ancylodactylus alantika (Bauer, Chirio, Ineich & LeBreton, 2006)
- Ancylodactylus barbouri (Perret, 1986)
- Ancylodactylus chyuluensis Malonza & Bauer, 2022
- Ancylodactylus dickersonae (Schmidt, 1919)
- Ancylodactylus dilepis (Perret, 1963)
- Ancylodactylus elgonensis (Loveridge, 1936)
- Ancylodactylus gigas (Perret, 1986)
- Ancylodactylus kenyaensis Malonza & Bauer, 2022
- Ancylodactylus kituiensis Malonza & Bauer, 2022
- Ancylodactylus koehleri (Mertens, 1937)
- Ancylodactylus laikipiensis Malonza & Bauer, 2022
- Ancylodactylus mathewsensis Malonza & Bauer, 2022
- Ancylodactylus occidentalis (Angel, 1943)
- Ancylodactylus petrodroma (Perret, 1986)
- Ancylodactylus quattuorseriatus (Sternfeld, 1912)
- Ancylodactylus spawlsi Malonza & Bauer, 2022
- Ancylodactylus spinicollis Müller, 1907
- Ancylodactylus uzungwae (Perret, 1986)